# Kopa Bukowska
Kopa Bukowska (1320 m) – szczyt w Bieszczadach Zachodnich, należący do grupy Tarnicy i Halicza. 
Znajduje się w paśmie połonin, w grzbiecie ciągnącym się od Krzemienia do Halicza; oddzielają ją od tych szczytów płytkie przełęcze. Górę otaczają doliny: Roztok (od północy), Roztockiego (od wschodu) i Wołosatki (od południa). W okolicy szczytu występują skałki, nieco mniej licznie niż na Krzemieniu. Wierzchołek znajduje się poza ruchem turystycznym, jednak czerwony Główny Szlak Beskidzki na odcinku Przełęcz Goprowska – Halicz trawersuje południowy stok na wysokości ok. 1240 m..
Ciekawa flora. Występują tutaj m.in. tak rzadkie w Polsce rośliny, jak: sesleria Bielza, wiechlina fioletowa i turzyca dacka. Występował także pierwiosnek Hallera i było to jego jedyne stanowisko w Polsce. Wyginął jednak.

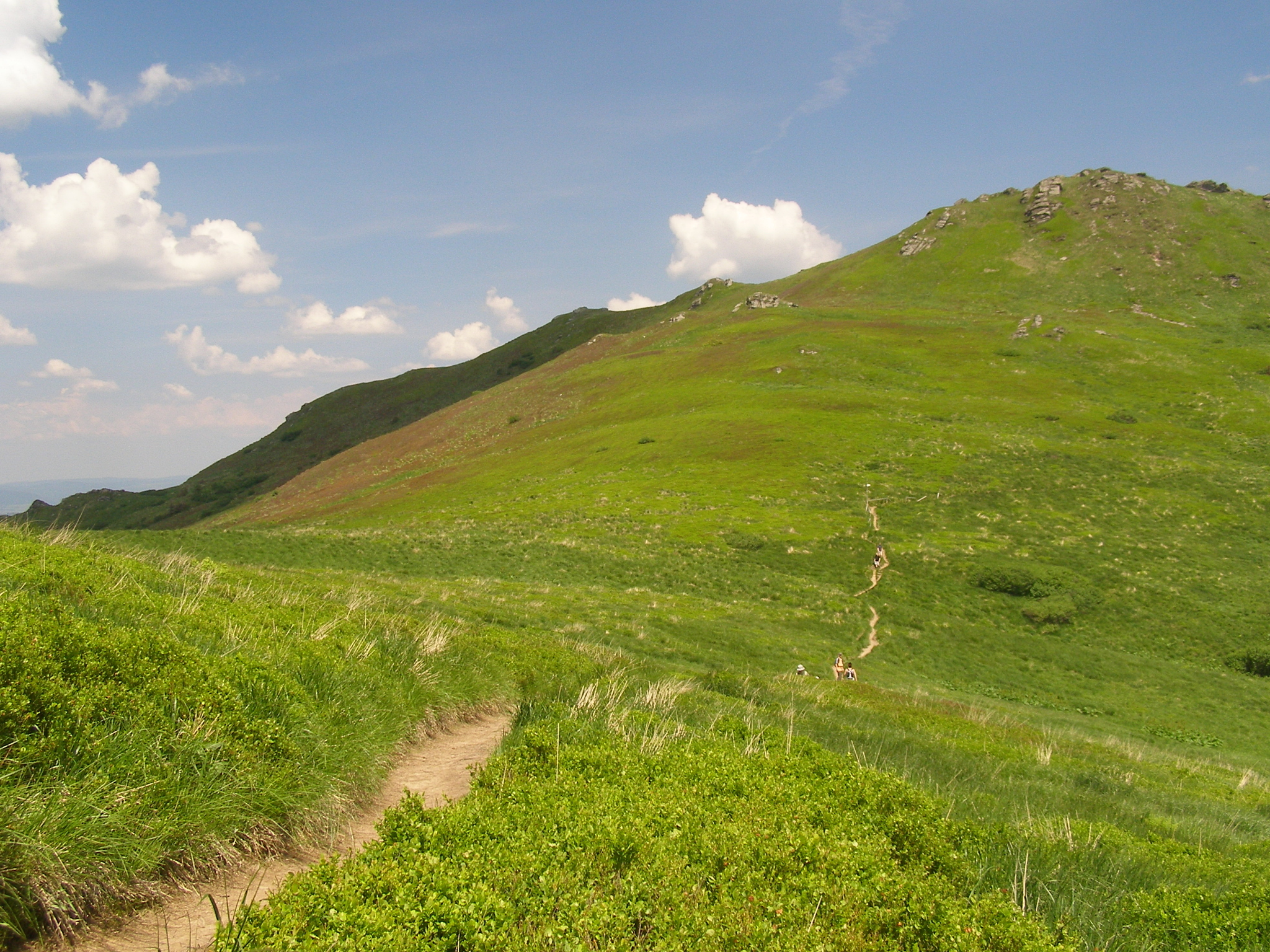
Widok ze szlaku
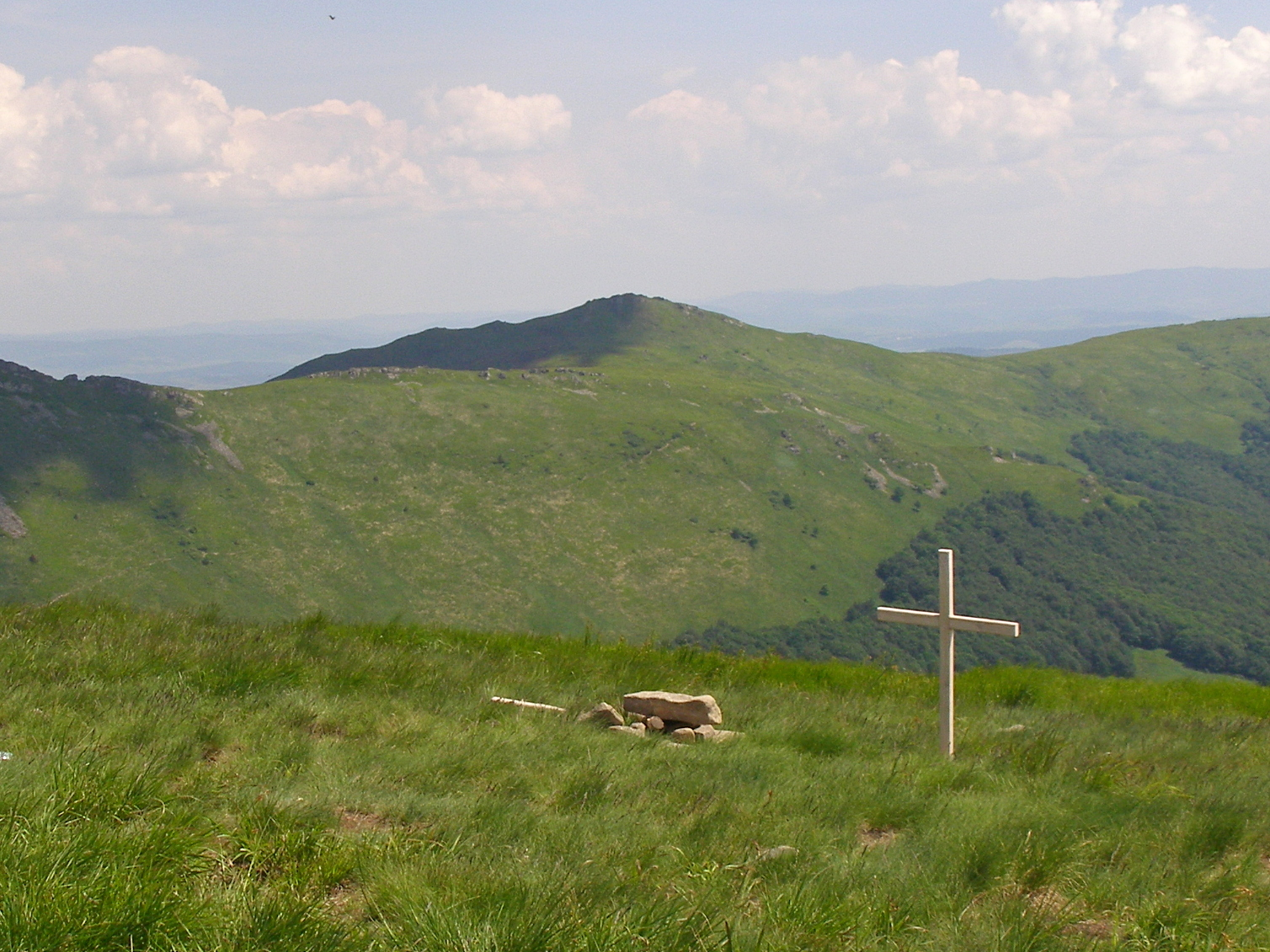
Widok z Tarnicy
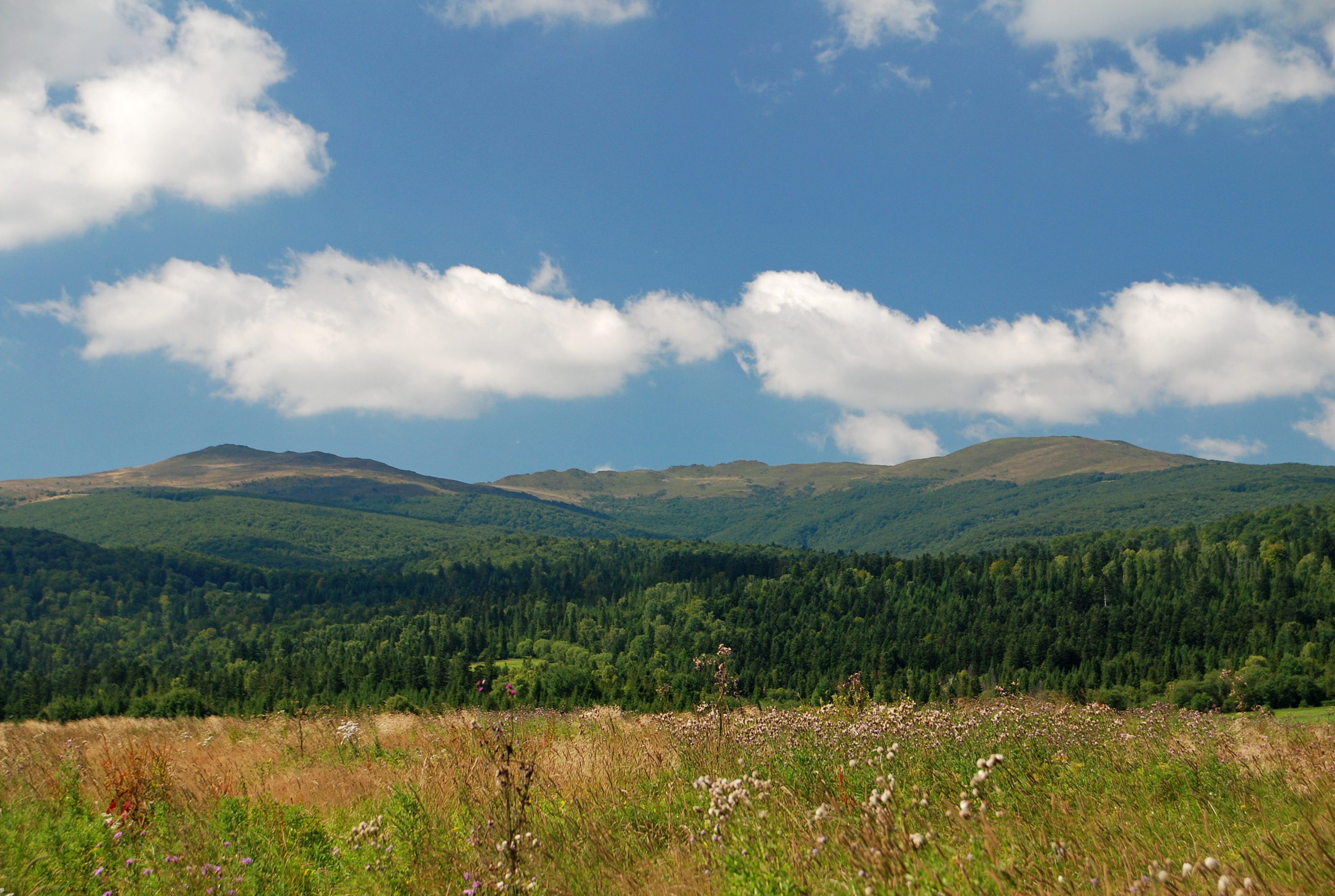
Kopa Bukowska (z lewej), widok z doliny górnego Sanu